# Provincia di Ioba
La provincia di Ioba è una delle 45 province del Burkina Faso, situata nella Regione del Sud-Ovest. Il capoluogo è Dano.

## Struttura della provincia
La provincia di Ioba comprende 8 dipartimenti, di cui 1 città e 7 comuni:

### Città
- Dano

### Comuni
- Dissin
- Guéguéré
- Koper
- Niégo
- Oronkua
- Ouéssa
- Zambo